# バルセロナ交響楽団
バルセロナ交響楽団（カタルーニャ語：Orquestra Simfònica de Barcelona i Nacional de Catalunya, 英語：Barcelona Symphony and Catalonia National Orchestra, 略称：OBC）は、バルセロナを本拠地とするスペインのオーケストラ。

## 沿革
1944年にエドゥアルド・トルドラによって創立される。カタルーニャ州とバルセロナ市によって形成されるオーディトリウム・オーケストラ協会のメンバーで、1999年4月よりスペイン人建築家 ラファエル・モネオのデザインによるバルセロナのラウディトリを本拠地としている。それ以前は世界遺産のカタルーニャ音楽堂を拠点としていた。クラシック音楽から現代音楽までの全てのジャンルをレパートリーとし、とりわけカタルーニャ地方出身作曲家の作品の普及に努めている。
リセウ大劇場において、定期的にオペラの演奏会形式公演を行っていた時期があり、プロコフィエフ「賭博師」(2009）、R. シュトラウス「ダフネ」（2011）、モーツァルト「魔笛」(2012)、ワーグナー「リエンツィ」(2013)、プッチーニ「外套」(2014）を取り上げた。
オーケストラの重要なプロジェクトの一つとして国外ツアーも頻繁に行い、これまでにカーネギー・ホールなど世界的に著名なホールへ客演し、またロンドン、ロイヤル・アルバート・ホールで開催されるBBCプロムスなど国際的な音楽祭に出演している。2013年2月にはオーストリア、スロヴェニア、クロアチア各国へのツアーを行った。
その70年以上の歴史を通じて、Decca、EMI、Claves、NAXOS、Auvidis、Koch、Telarc、BISレコードなどから世界的に著名なソリストと共にモンサルバーチェ、ジェラール、ファリャ、ダルベール、アルベニス、ドホナーニ、バルトーク、ビゼー、ロドリーゴらの作品に焦点を当てた録音を出している。2000年9月、トマス・ブレトン：歌劇「ドロレス」の録音や、2004年「カルメン・シンフォニー」、2006年にミシェル・カミロと共演した「ラプソディ・イン・ブルー」の録音がラテン・グラミー賞ベスト・クラシック・アルバム部門を獲得。その他にもEMIから著名なギタリスト、スーフェイ・ヤンをソリストに迎えてアランフェス協奏曲をリリース、出版社Tritoへのアルベニスのオーケストラ作品の学術録音などがある。Naxosとは確固とした共同関係を確立し、近年ではマイアベーアやモンサルバーチェ、マスネ、グラナドスの作品をリリースした。

## 歴代の音楽監督
- エドゥアルド・トルドラ（1944年～1962年）[1]
- ラファエル・フェレール（1962年～1967年）[1]
- アントニ・ロス＝マルバ（1967年～1978年）[1]
- サルヴァドール・マス（1978年～1981年）[1]
- アントニ・ロス＝マルバ（1981年～1986年）[1]
- フランツ＝パウル・デッカー（1986年～1991年）[1]
- ガルシア・ナバロ（1991年～1993年）[1]
- ローレンス・フォスター（1996年～2002年）[1]
- エルネスト・マルティネス・イスキエルド（2002年～2006年）[1]
- 大植英次（2006年～2010年）[2]
- パブロ・ゴンザレス（2010年～2015年）[2]
- 大野和士（2015年～2022年）[3]
- ルドヴィク・モルロー（英語版）（2022年9月～）[4]

## 主な初演作品
バルセロナ交響楽団は、バルセロナの主要オーケストラの一つとして、スペイン人作曲家作品の世界初演を多く手がけてきた。
- 1948年　ハビエル・モンサルバーチェ：『地中海交響曲』
- 1952年　ハイメ・パイッサ："El camí"
- 1961年　フェデリコ・モンポウ：ショパンの主題による変奏曲（オーケストラ編曲版）
- 1963年　ハビエル・モンサルバーチェ：バッハ『シャコンヌ』の形態学的崩壊
- 1964年　ホアキン・オムス：オーケストラのためのインベンション
- 1974年　ジュゼップ・ソレール：オペラ＝オラトリオ『オイディプスとイオカステ』
- 1997年　サルヴァドール・ブロトンス：オラトリオ『スターバト・マーテル』